# Star-Myu
Star-Myu (スタミュ Sutamyu?), también romanizado como STARMYU, es una serie de anime producida por C-Station y NBCUniversal Entertainment Japan. Fue estrenada en Japón el 5 de octubre de 2015 bajo el subtítulo de Kōkō Boshi Kageki (高校星歌劇 lit. High School Star Musical?), y hasta la fecha cuenta con tres temporadas de doce episodios cada una. Debido a su popularidad, la serie ha sido adaptada a diversos medios, incluyendo dos OVAs, tres adaptaciones a musicales, dos adaptaciones a serie de manga, dos programas de radio, numerosos CD de canciones y CD dramas, así como también una gran variedad de productos y colaboraciones.
En julio de 2018, se anunció que la franquicia también sería adaptada a un segundo musical. Un tercer OVA titulado Starmyu in Halloween fue estrenado el 24 de octubre de 2018. Una tercera temporada fue estrenada el 1 de julio de 2019.

## Argumento
La serie se centra en Yūta Hoshitani, Tōru Nayuki, Kaitō Tsukigami, Kakeru Tengenji y Shū Kuga, cinco estudiantes de secundaria que luchan por ingresar al departamento de música de la Academia Ayanagi, una escuela de élite para aspirantes a artistas musicales. Los cinco jóvenes ambicionan ser aceptados en la clase "Star Frame", donde serán directamente instruidos por los miembros del Consejo Kao, los estudiantes más talentosos y afamados del departamento de música. A pesar de las diferencias entre cada uno de ellos, así como también sus dificultades iniciales, son descubiertos por Itsuki Ōtori, uno de los miembros del Consejo de Kao, quien los escoge para formar parte de su equipo estrella.

## Personajes

### Equipo Ōtori
Yūta Hoshitani (星谷 悠太 Hoshitani Yūta?)
Voz por: Natsuki Hanae
Hoshitani es el líder del Equipo Ōtori, un muchacho brillante y de personalidad alegre. En el otoño de su segundo año de preparatoria, se sintió profundamente conmovido por la actuación de un estudiante de secundaria (quien en realidad era Itsuki Ōtori, pero Hoshitani no le reconoce). Debido a que ese estudiante vestía el uniforme del departamento de música de la Academia Ayanagi, ingresó a dicha escuela con el objetivo de seguir sus pasos y con la esperanza de encontrarlo. En la escuela preparatoria perteneció a un club ordinario y por ende no tiene ninguna calse de experiencia en baile y canto, siendo un aficionado a los musicales y el teatro. Sin embargo, su motivación y ansias de mejorar le ganan la admiración y respeto de sus compañeros. Hoshitani se muestra optimista sin importar lo difícil que sea la situación y tiende a ser quien da ánimos al resto del equipo. Su compañero de cuarto es Tōru Nayuki.
Tōru Nayuki (那雪 透 Nayuki Tōru?)
Voz por: Kenshō Ono
Nayuki es el miembro más amable y gentil del Equipo Ōtori. Conoció a Hoshitani durante la ceremonia de ingreso y más adelante ambos son puestos como compañeros de cuarto. Inicialmente, no tenía la intención de ingresar el departamento de música y solo audicionó debido a Hoshitani, pero resultó que le encanta actuar y se convirtió en uno de los mejores amigos de Hoshitani. Nayuki sufre de miedo escénico, pero tras beber un "té especial" que es especialidad de la familia Nayuki, es capaz de actuar en el escenario.
Kaitō Tsukigami (月皇 海斗 Tsukigami Kaitō?)
Voz por: Arthur Lounsbery
Tsukigami es otros de los miembros del Equipo Ōtori. Proviene de una familia de artistas; su padre es un afamado director, su madre es una de las actrices teatrales más prolíficas de Japón y su hermano mayor, Haruto, es un genio musical. Sin embargo, le disgusta ser comparado con su familia, especialmente con su hermano mayor, quien además es un exalumno de Ayanagi. A pesar de su exterior rígido y estricto, Tsukigami si se preocupa por sus compañeros, especialmente después de que Hoshitani lo defiende seguido del resto. Desea convertirse en actor. Su compañero de cuarto es Shū Kuga.
Kakeru Tengenji (天花寺 翔 Tengenji Kakeru?)
Voz por: Yoshimasa Hosoya
Un popular actor kabuki proveniente de una familia reconocida en dicho ámbito. Tengenji tiene problemas de orgullo, menospreciando a aquellos que no están en la misma clase social que él y considerándolos como "plebeyos". Debido a que ha vivido en un mundo lleno de adultos desde muy joven, tiene problemas para comunicarse con sus compañeros y no comprende completamente el concepto de tener amigos, pero debido a la bondad que Hoshitani le mostró, aprende a apreciar a los demás. Debido a su popularidad, ha ganado numerosas fanáticas y había rumores de que siempre traía mujeres a su dormitorio. Sin embargo, estos rumores resultaron ser falsos puesto que en realidad era Tengenji hablando con su amado gato, Tavian. 
Shū Kuga (空閑 愁 Kuga Shū?)
Voz por: Tomoaki Maeno
Kuga es el miembro más callado y reservado del Equipo Ōtori. Después de la muerte de su padre, Kuga quiso alegrar a su madre al imitar los musicales que veía en la televisión, lo que le llevó a perseguir el mundo musical. De acuerdo con Toraishi, llegar tarde a las audiciones del departamento de músics fue la causa de que sea miembro del Equipo Ōtori, a pesar de que tenía las habilidades necesarias para convertirse en miembro del Equipo Hiragi. Se lleva bien con todos sus compañeros, aunque mantiene una actitud silenciosa. Trabaja a medio tiempo en un bar donde también toca el piano, debido a que quería trabajar en un lugar con un tema musical. Sus habilidades de piano son autodidactas, mientras que sus habilidades de dibujo son pobres. Su compañero de cuarto es Kaito Tsukigami.

### Equipo Hiragi
Rui Tatsumi (辰己 琉唯 Tatsumi Rui?)
Voz por: Nobuhiko Okamoto
Tatsumi es el líder del Equipo Hiragi y asistió a la misma escuela preparatoria que Tsukigami y Nayuki. Siempre ha querido superar a Tsukigami incluso desde una edad temprana. A pesar de que es amable, tiene gran confianza en sus habilidades y en las de su equipo, alegando no poder ver al Equipo Ōtori como una amenaza. También es amigo de la infancia de Eigo Sawatari, y a menudo ambos son llamados "Princesa" (debido a que interpretó el rol de una princesa en una obra) y "Caballero" (porque a Sawatari siempre se le ve junto a Tatsumi).
Eigo Sawatari (申渡 栄吾 Sawatari Eigo?)
Voz por: Yūma Uchida
Sawatari es el miembro más serio y maduro del Equipo Hiragi; al igual que Tatsumi, asistió a la misma escuela preparatoria que Tsukigami y Nayuki. Sawatari es bueno para observar y analizar música. También es amigo de la infancia de Tatsumi, y a menudo ambos son llamados "Princesa" (debido a que interpretó el rol de una princesa en una obra) y "Caballero" (porque a Sawatari siempre se le ve junto a Tatsumi).
Akira Ugawa (卯川 晶 Ugawa Akira?)
Voz por: Yoshitsugu Matsuoka
Al contrario de su apariencia angelical, Ugawa es malicioso y receloso. Su personalidad malcriada a menudo le hace meterse en peleas con Tengenji y Tsukigami, pero siempre escucha a Tatsumi cada vez que este le pide que se detenga. Sin embargo y, de acuerdo con sus compañeros, en realidad no es una mala persona a pesar de su gran bocota.
Izumi Toraishi (虎石 和泉 Toraishi Izumi?)
Voz por: Kenn
Toraishi es el miembro más coqueto del Equipo Hiragi. Debido a su rostro atractivo, es muy popular entre las mujeres e incluso las lleva a citas usando la motocicleta de Kuga. A pesar de parecer un delincuente, en realidad es alguien cariñoso y muy sensible, llorando incluso en situaciones emocionales. Es amigo de la infancia de Kuga.
Seishirō Inumine (戌峰 誠士郎 Inumine Seishirō?)
Voz por: Kazuyuki Okitsu
Al igual que Hoshitani, Inumine es un muchacho alegre y amigable que mejora el estado de ánimo del Equipo Hiragi. A pesar de ser cabeza hueca y un poco idiota, tiene talento natural para la música y un cuerpo tonificado. A menudo canta de la nada y tiende a escabullirse para comer. Su familia es dueña de un restaurante de comida china.

### Equipo Yuzuriha
Riku Ageha (揚羽 陸 Ageha Riku?)
Voz por: Nobunaga Shimazaki
Es el líder del Equipo Yuzuriha, estoico y de personalidad reservada. Durante su primer año de escuela preparatoria, Ageha asistió al musical Shadow & Lights en el cual actuó Haruto Tsukigami, el hermano mayor de Kaito. Enormemente conmovido por la actuación de este, fue lo que también le impulsó a seguir una carrera musical y perseguir sus sueños, de la misma manera que Yūta lo fue con Ōtori. Desde entonces, ve a Haruto como su dios. Ageha es algo narcisista, viéndose a sí mismo como alguien perfecto y preguntando si pueden ver al "Dios" dentro de él cuando interpreta el papel de Haruto frente a sus compañeros de clase. Inicialmente se muestra frío y cortante hacia Yūta, pero más adelante ambos se vuelven amigos. 
Sō Hachiya (蜂矢 聡 Hachiya Sō?)
Voz por: Kengo Takanashi
Hachiya es un muchacho amable pero extremadamente torpe; tiende a tropezar con las cosas y constantemente se mete en problemas. Dentro del Equipo Yuzuriha, es el más cercano a Ageha y siempre se preocupa por este. También le preocupa que Ageha no haga nuevos amigos y espera que si logre hacer algunos.
Tetsuya Kōmoto (甲本 哲也 Kōmoto Tetsuya?)
Es otro de los miembros del Equipo Yuzuriha, no se conoce mucho de él puesto que nunca ha tenido ninguna escena importante en la serie y tampoco ha hablado.
Rei Keihi (蛍灯 玲 Keihi Rei?)
Es otro de los miembros del Equipo Yuzuriha, no se conoce mucho de él puesto que nunca ha tenido ninguna escena importante en la serie y tampoco ha hablado.
Kazuomi Arisaka (蟻坂 和臣 Arisaka Kazuomi?)
Es otro de los miembros del Equipo Yuzuriha, no se conoce mucho de él puesto que nunca ha tenido ninguna escena importante en la serie y tampoco ha hablado.

### Equipo Sazanami
Ren Kitahara (北原 廉 Kitahara Ren?)
Voz por: Yūichirō Umehara
Inicialmente, Kitahara se muestra como alguien perezoso y condescendiente; no se esfuerza para ganar el papel en el musical Shadow and Lights puesto que cree que lo conseguiría aunque no lo intente. Tiene la costumbre de señalar los defectos de las personas, llamar a Toraishi y Hoshitani despreocupados y acusar casualmente a la gente de ser "culpables". Sin embargo, una vez motivado, es un gran competidor que no permite que nada ni nadie se interponga entre él y su objetivo.
Kōki Nanjō (南條 聖 Nanjō Kōki?)
Voz por: Shunsuke Takeuchi
Nanjō es el mejor amigo de Kitahara. Inicialmente no deja ver mucho de él, pero pronto revela su sincero deseo de ganar el papel de la sombra de Alexis en Shadow and Lights. No se siente amenazado por su competencia al estar totalmente seguro de sus habilidades, y le agrada que lo subestimen puesto que eso le facilita ganar. También es encantador y educado, a menudo regañando a Kitahara por su impulsividad. 
Haruma Nakakoji (中小路 春馬 Nakakoji Haruma?)
Es otro de los miembros del Equipo Sazanami, no se conoce mucho de él puesto que nunca ha tenido ninguna escena importante en la serie y tampoco ha hablado.
Hajime Tōdō (東堂 創 Tōdō Hajime?)
Es otro de los miembros del Equipo Sazanami, no se conoce mucho de él puesto que nunca ha tenido ninguna escena importante en la serie y tampoco ha hablado.
Yuharu Kōzai (香西 遊晴 Kōzai Yuharu?)
Es otro de los miembros del Equipo Sazanami, no se conoce mucho de él puesto que nunca ha tenido ninguna escena importante en la serie y tampoco ha hablado.

### Consejo Kao
Itsuki Ōtori (鳳 樹 Ōtori Itsuki?)
Voz por: Jun'ichi Suwabe
Ōtori es el hijo de una rama de la familia Hiragi, cuyo abuelo es el actual presidente de la Academia Ayanagi. A pesar de sus prestigiosas conexiones, no se preocupa por el estatus o la gloria y, en cambio, se comporta libremente y sin ataduras, razón por la cual a menudo se le ve como alguien rebelde e incluso egoísta dentro del sistema de la escuela. En realidad es alguien generoso y amable, renunciando voluntariamente a su lugar en el Consejo Kao por el bien de su equipo. Ōtori es muy inteligente y perspicaz, posee buenas habilidades de liderazgo y es capaz de juzgar las actitudes de otras personas simplemente con mirarlas a los ojos. También sabe cómo consolar a las personas durante tiempos difíciles. Más adelante, se revela que es el hermano gemelo de Tsubasa Hiragi.
Tsubasa Hiragi (柊 翼 Hīragi Tsubasa?)
Voz por: Daisuke Hirakawa
Es el heredero de la familia Hiragi y líder del Consejo Kao. Como el mejor estudiante del departamento de música, siente que es su deber exprimir al máximo los nuevos talentosos de la Academia Ayanagi. Serio y reservado; reconoce el talento de Ōtori más que nadie y fue el responsable de que este ingresase al Consejo Kao. Se muestra molesto con respecto a los actos "insesatos" de Ōtori y teme que estos mismos puedan poner en peligro las tradiciones de la escuela, incluida la inclusión de Hoshitani y los demás en los equipos estrellas. Más adelante, se revela que Hiragi y Ōtori en realidad son hermanos gemelos y solían ser muy unidos cuando eran niños, hasta que su abuelo y jefe de la familia Hiragi, Sougen Hiragi, le eligió como heredero de la familia y Tsubasa tuvo que separarse de su familia y vivir con los Hiragi, un hecho que también distanció a ambos hermanos.
Kyōji Akatsuki (暁 鏡司 Akatsuki Kyōji?)
Voz por: Showtaro Morikubo
Confiando en que nadie sabe más sobre las políticas de la escuela que él, Akatsuki no puede perdonar a nadie que deshonre las tradiciones de la Academia Ayanagi o manche el nombre Hiragi. Por lo general tiene mal genio y no ve razón para ser amable. Akatsuki también guarda rencor hacia Ōtori debido por herir a Hiragi años atrás.
Lion Christian Yuzuriha (楪・クリスチアン・リオン Yuzuriha Kurisuchian Rion?)
Voz por: Kōsuke Toriumi
Extravagante y de apariencia andrógina, Yuzuriha es el miembro más infantil del Consejo Kao, pero se toma muy en serio sus deberes como miembro de dicho consejo. Nació en Francia, pero se trasladó a Japón antes de comenzar sus estudios en la Academia Ayanagi. Durante su primer año, se convirtió en miembro del Equipo Tsukigami junto a Sazanami, Akatsuki, Hiragi y Ōtori bajo el liderazgo de Haruto Tsukigami. A pesar de que lleva viviendo en Japón varios años, sigue teniendo problemas con el idioma y le cuesta leer oraciones largas, aunque es capaz de hablar japonés sin inconvenientes mayores.
Sakuya Sazanami (漣 朔也 Sazanami Sakuya?)
Voz por: Wataru Hatano
Sazanami confía en su capacidad para abordar las cosas con sinceridad y actúa de una manera muy madura. Valora la honestidad y justicia por sobre todo los demás y no puede perdonar cosas como una mala actitudes y comportamiento.

### Nuevo Consejo Kao
Tōma Shiki (四季 斗真 Shiki Tōma?)
Voz por: Daisuke Namikawa
Ryō Fuyusawa (冬沢 亮 Fuyusawa Ryō?)
Voz por: Sōma Saitō
Shion Kasugano (春日野 詩音 Kasugano Shion?)
Voz por: Daiki Yamashita
Masashi Iranatsu (入夏 将志 Iranatsu Masahi?)
Voz por: Ryōta Ōsaka
Chiaki Takafumi (千秋 貴史 Takafumi Chiaki?)
Voz por: Katsuyuki Konishi

### Senpais
Haruto Tsukigami (月皇 遥斗 Tsukigami Haruto?)
Voz por: Takehito Koyasu
Es el hermano mayor de Kaito Tsukigami. Se le considera un actor espectacular y anteriormente fue miembro del equipo de entrenamiento del Consejo de Kao, el Equipo Tsukigami. Se graduó de la Academia Ayanagi con los mayores honores de su clase y se convirtió en una famosa estrella musical. Aunque a veces es estricto, es solidario y amable, deseando lo mejor para los demás, especialmente para su hermano, a quien espera pueda disfrutar de su vida escolar con sus amigos.
Asaki Uozumi (魚住 朝喜 Uozumi Asaki?)
Voz por: Toshiyuki Morikawa
Ritsu Saotome (早乙女 律 Saotome Ritsu?)
Voz por: Ryōtarō Okiayu
Taiga Futaba (双葉 大我 Futaba Taiga?)
Voz por: Sōichirō Hoshi

## Media

### Manga
Una adaptación a manga ilustrada por Ren Hidō fue publicada antes del estreno del anime en la revista Sylph de ASCII Media Works, cuya serialización estuvo vigente desde el 22 de junio de 2015 hasta el 22 de octubre de 2015. La trama del manga profundiza algunos de los temas e historias del Equipo Ōtori que no se explora en el anime. Una secuela titulada Star-Myu: Stardust's Dream, comenzó su serialización en la misma revista el 22 de abril de 2016, finalizando el 22 de mayo de 2017 con dos volúmenes.

### Anime
La serie de anime, producida por NBCUniversal Entertainment Japan y animada por C-Station, es una creación original de Rin Hinata y cuenta con la dirección de Shunsuke Tada, guion de Sayaka Harada, música de Ken Arai y diseños de personajes de Asami Watanabe. Inicialmente fue titulada High School Star Musical, pero el nombre fue acortado a Star-Myu (スタミュ Sutamyu) como su título oficial. La primera temporada comenzó a transmitirse en Japón el 5 de octubre de 2015 y concluyó el 22 de diciembre de 2015, con un total de doce episodios emitidos. El tema de apertura es Dreamer de Gero, mientras que el de cierre es Seishun COUNTDOWN interpretado por los cinco principales actores de voz (Natsuki Hanae, Kenshō Ono, Arthur Lounsbery, Yoshimasa Hosoya y Tomoaki Maeno) como el Equipo Ōtori. Funimation licenció la serie para su distribución en Norteamérica.
Dos OVAs numerados como los episodios trece y catorce de la primera temporada fuera lanzados el 27 de julio y el 21 de septiembre de 2016, respectivamente. El equipo Ōtori (Hanae, Ono, Lounsbery, Hosoya y Maeno) y el equipo Hiragi (Nobuhiko Okamoto, Yūma Uchida, Yoshitsugu Matsuoka, Kenn y Kazuyuki Okitsu) realizaron sus propias versiones del tema de apertura, Yume・Iro, y el tema de cierre, C☆ngratulations!.
Una segunda temporada fue emitida entre el 3 de abril y el 19 de junio de 2017. El tema de apertura es Show Must Go On de Fourpe y el tema de cierre es Gift, nuevamente interpretado por el Equipo Ōtori. Crunchyroll transmitió ambas temporadas del anime en los Estados Unidos, Canadá, Reino Unido, Irlanda, Australia, Nueva Zelanda, Sudáfrica, Islandia, Suecia, Noruega, Dinamarca y los Países Bajos. Una tercera temporada está programada para estrenarse en 2019.

### CD dramas
De la misma forma que el manga, un CD drama titulado ☆☆Forever★Stage☆☆ fue anunciado antes del estreno del anime, siendo lanzado el 5 de agosto de 2015. La historia tiene lugar entre los episodios uno y dos del anime. Un segundo CD drama titulado Second Stag fue lanzado el 21 de diciembre de 2016, mientras que un tercero, Third Stage, lo fue el 9 de febrero de 2017.

### Musical
Un musical basado en el anime titulado Musical Star-Myu tuvo sus funciones desde el 1 al 9 de abril de 2017 en el Zepp Blue Theatre Roppongi en Tokio, y el 15 y 16 de abril en el Morinomiya Piloti Hall en Osaka. La trama sigue los sucesos de la primera temporada de la serie e incluye las mismas canciones del anime. Fue protagonizado por Taishi Sugie como Hoshitani, Shōta Yamanaka como Nayuki, Arthur Lounsbery como Tsukigami (repitiendo su rol del anime), Shōgo Suzuki como Tengenji, Kensuke Takahashi como Kuga, Keito Sakurai como Tatsumi, Naoya Kitagawa como Sawatari, Seiji Tanzawa como Inumine, Akira Takano como Toraishi, Yuzuki Hoshimoto como Ugawa, Haruki Kiyama como Otori, Ryō Hatakeyama como Hiragi, Ryō Takizawa como Akatsuki, Minami Tsurimoto como Yuzuriha y Taka como Sazanami.
Un segundo musical se estrenó en julio de 2018.